# Muzeray
Muzeray ist eine französische Gemeinde mit 132 Einwohnern (Stand: 1. Januar 2022) im Département Meuse in der Region Grand Est (vor 2016: Lothringen). Sie gehört zum Arrondissement Verdun und zum Kanton Bouligny.

## Geographie
Muzeray liegt etwa 33 Kilometer nordöstlich von Verdun. Umgeben wird Muzeray mit den Nachbargemeinden Duzey im Norden, Nouillonpont im Nordosten und Osten, Spincourt im Südosten, Vaudoncourt im Südosten und Süden, Loison im Süden und Südwesten sowie Billy-sous-Mangiennes im Westen.

## Geschichte
Der Ort wurde erstmals im Jahr 1049 unter dem Namen „Miseriacum“ erwähnt.

## Bevölkerungsentwicklung
| Jahr                       | 1962 | 1968 | 1975 | 1982 | 1990 | 1999 | 2006 | 2011 | 2019 |
| Einwohner                  | 154  | 134  | 107  | 93   | 93   | 87   | 118  | 134  | 136  |
| Quellen: Cassini und INSEE |      |      |      |      |      |      |      |      |      |

## Sehenswürdigkeiten
- Kirche Saint-Firmin, 1777 erbaut, 1927 wieder errichtet

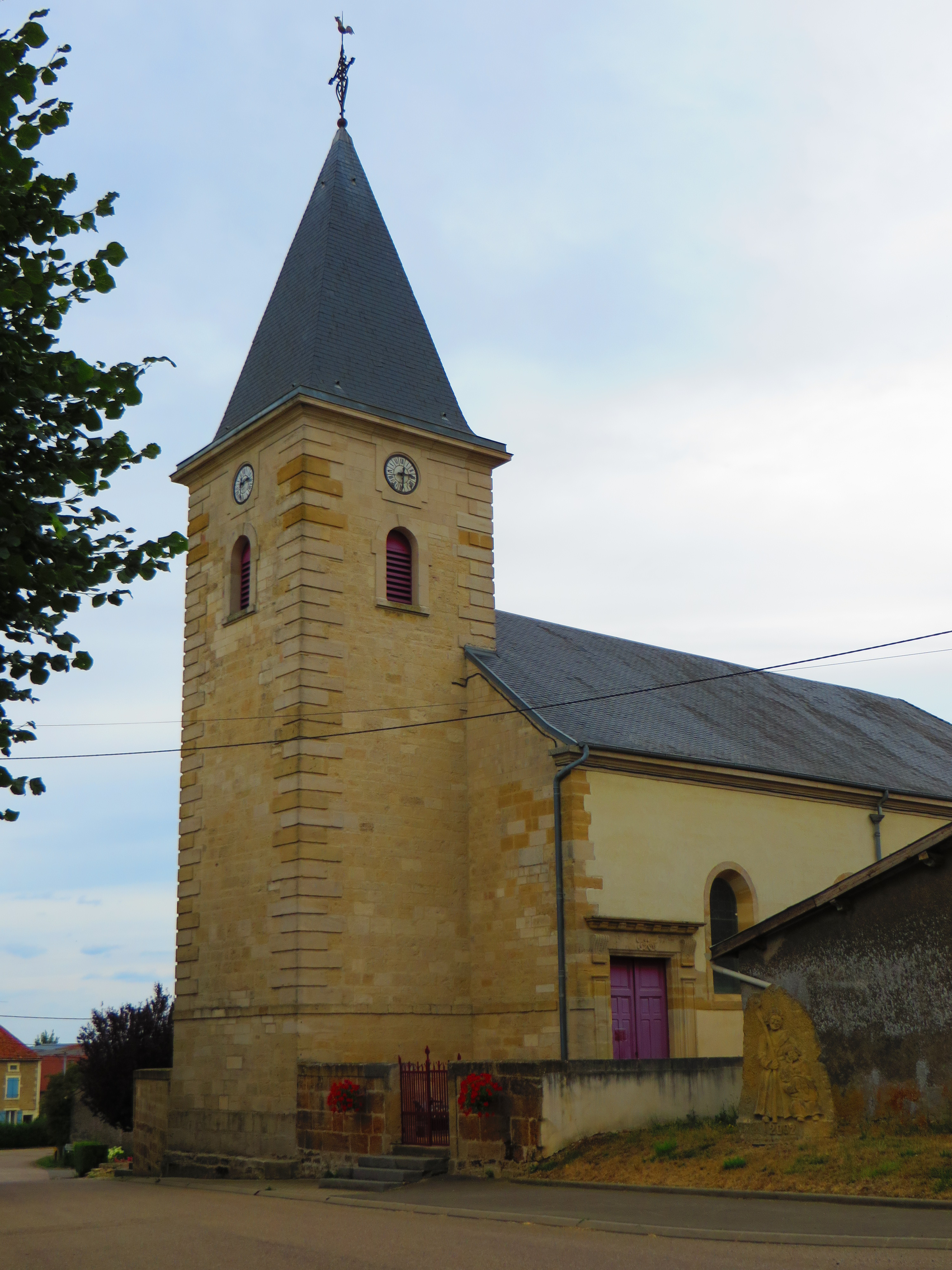
Kirche Saint-Firmin